# Karl Friedrich Zaisser
Karl Friedrich Zaisser (* 6. Oktober 1797 in Alpirsbach; † 18. September 1871 in Ravensburg) war ein deutscher Jurist und Stadtrat in Ravensburg. Von 1856 bis 1863 war er der Stadtschultheiß der Stadt Ravensburg.

## Leben

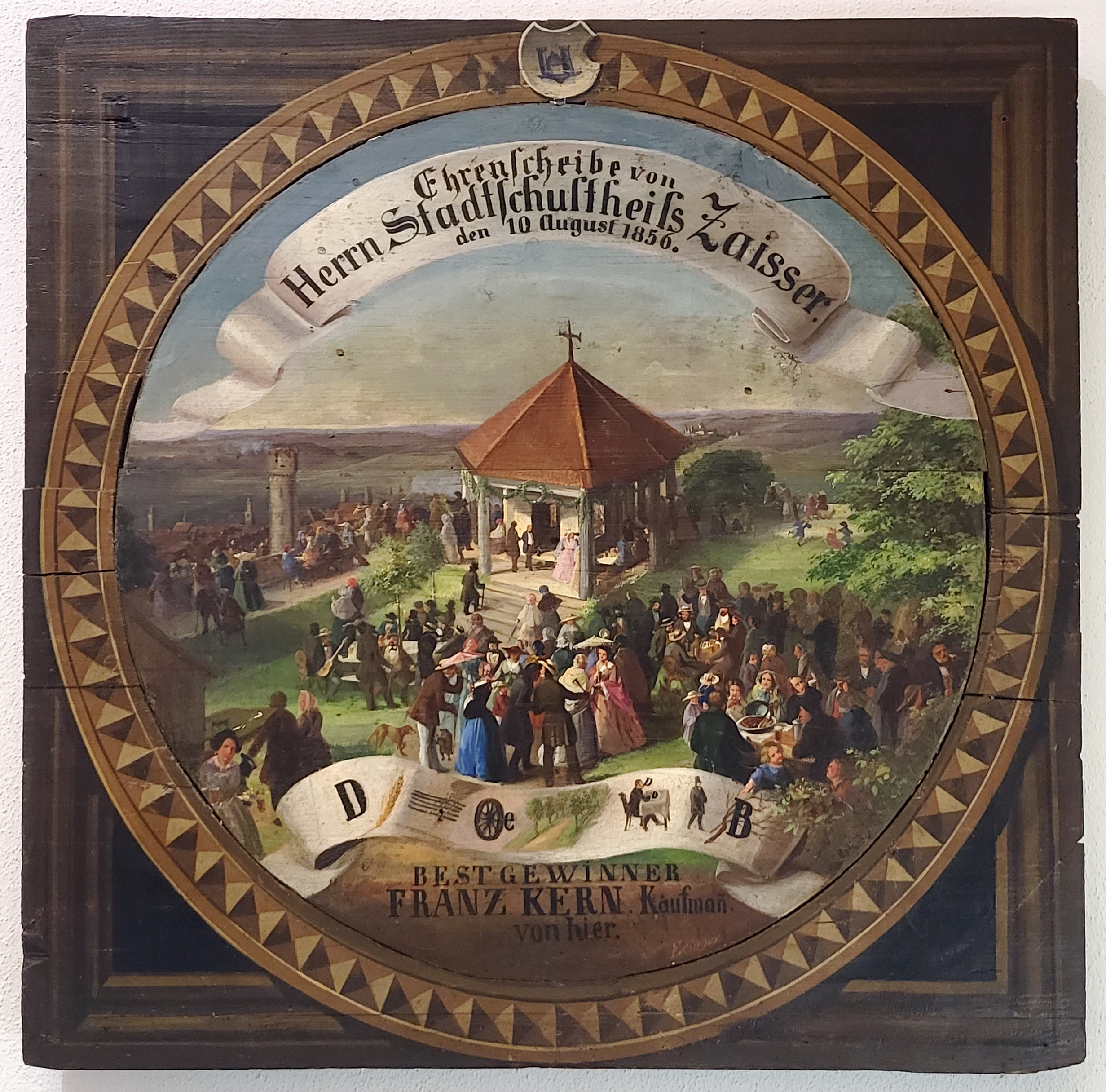
Von K. F. Zaisser gestiftete Schützenscheibe von 1856 (Motiv: Schützenfest auf der Veitsburg), Rathaus Ravensburg

Zaisser studierte Rechtswissenschaften in Tübingen und wurde anschließend Rechtsanwalt. Er war 1827 neben de Bürgern namens Bäumer, Möhrlin und Zepff sowie dem Vikar Rößler und dem Stadtschultheiß Franz von Zwerger eines der Gründungsmitglieder des Ravensburger Liederkranzes. Im Jahr 1839 erhielt er die Bürgerrechte der Stadt Ravensburg und war als Stadtrat, Rechtskonsulent und Obmann des Ravensburger Bürgerausschusses tätig. Zaissler schloss sich, ebenso wie Bäumer, Möhrlin, Rößler und Zepff zwischenzeitlich einem konkurrierenden Gesangsverein an. Sie traten später jedoch wieder dem Liederkranz bei und Zaisser war bis zu seinem Rücktritt am 3. Juli 1841 Vorstand des Vereins.
Er war Stadtschultheißenamtsverweser. Zaisser galt als „politisch versierter Kopf“.